# Parlamentní volby v Polsku 2011
Polské parlamentní volby 2011, ve kterých se rozhodovalo o obsazení všech křesel v Sejmu a Senátu, se uskutečnily v neděli 9. října 2011. Toto datum vyhlásil prezident republiky Bronisław Komorowski 4. července 2011. 
Poprvé od konce komunistické éry v roce 1989 byla obhájena funkce premiéra, když po čtyřech letech zvítězila opět nejsilnější parlamentní strana Občanská platforma vedená předsedou vlády Donaldem Tuskem, jenž následně pokračoval v tehdy aktuální většinové vládní koalici s Polskou lidovou stranou. Druhá ve volbách se umístila opoziční Právo a spravedlnost s lídrem Jarosławem Kaczyńskim. 
Uzavírací klauzuli, která do Sejmu činila 5 % hlasů pro jednu stranu a 8 % hlasů pro koalici, ještě překročil Svaz demokratické levice, jenž je poraženým voleb, když získal poprvé v historii pod deset procent hlasů. Naopak nově kandidující subjekt antiklerikální Palikotovo hnutí lze označit za volebního vítěze, když obdržel 10,2 % hlasů.
Volební účast činila 48,92 % oprávněných voličů, což je proti minulým volbám pokles. Pro 30 512 850 oprávněných voličů existovalo 25 993 volebních okrsků.
Polská ústřední volební komise vyhlásila konečné výsledky v úterý 11. října 2011.

## Výsledky voleb do Sejmu

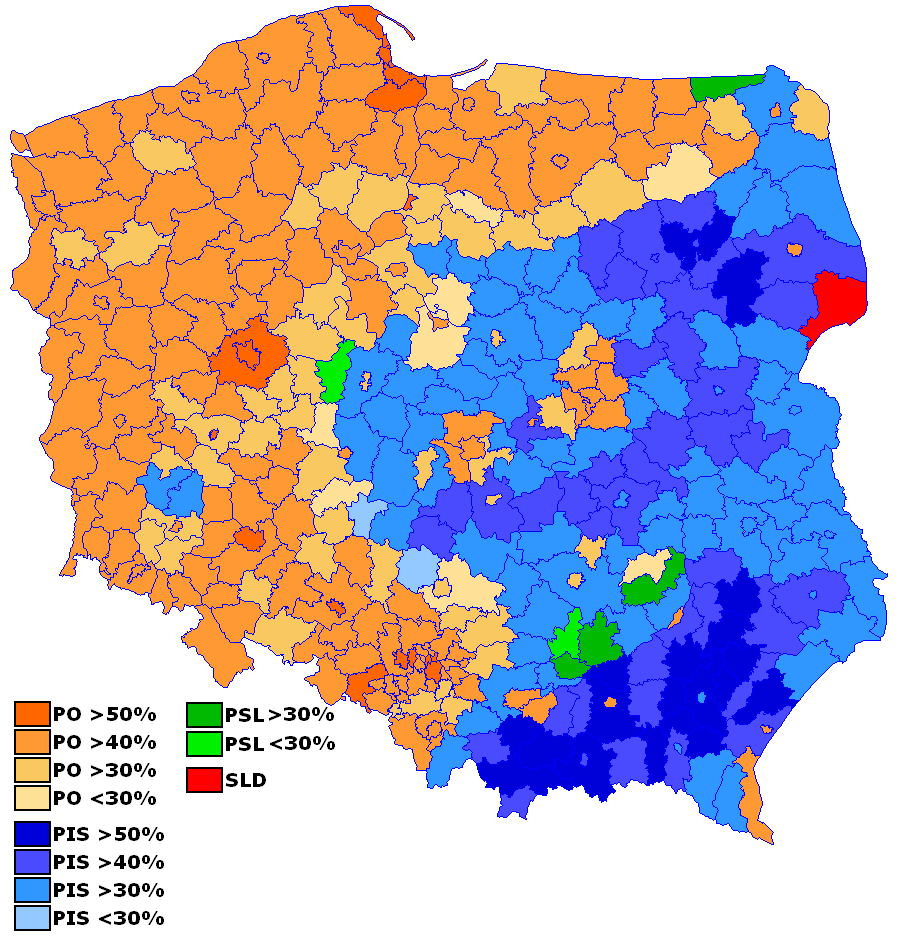
Volební mapa Polska

Do Sejmu se volilo poměrným volebním systémem s využitím D'Hondtovy metody přepočtu hlasů ve 41 vícemandátových volebních obvodech, v nichž se rozdělilo 460 mandátů. Do Sejmu se dostalo celkem 5 politických stran a uskupení. PO získala 207 mandátů, PiS 157 mandátů, RP 40 mandátů, PSL 28 mandátů a SLD 27 mandátů.      
|                        | PO           | PiS                | RP             | PSL             | SLD                         |
| ---------------------- | ------------ | ------------------ | -------------- | --------------- | --------------------------- |
| Volební lídr           | Donald Tusk  | Jarosław Kaczyński | Janusz Palikot | Waldemar Pawlak | Grzegorz Napieralski        |
| Počet hlasů            | 5 629 773    | 4 295 016          | 1 439 490      | 1 201 628       | 1 184 303                   |
| Podíl                  | 39,18 % ▼    | 29,98 % ▼          | 10,02 % ▬      | 8,36 % ▼        | 8,24 % ▼                    |
| Počet mandátů          | 207          | 157                | 40             | 28              | 27                          |
| Předchozí volby (2007) | 41,5 % (209) | 32,1 % (166)       | nová strana    | 8,9 % (31)      | 13,2 % (40) v koalici s LiD |

### Podrobné výsledky
| Politický subjekt | Politický subjekt                             | Hlasů      | %       | +/–    | Mandátů | +/–  |
| ----------------- | --------------------------------------------- | ---------- | ------- | ------ | ------- | ---- |
|                   | Občanská platforma                            | 5 629 773  | 39,18%  | −2,33% | 207     | −2   |
|                   | Právo a spravedlnost                          | 4 295 016  | 29,89%  | −2,22% | 157     | −9   |
|                   | Palikotovo hnutí                              | 1 439 490  | 10,02%  | nový   | 40      | nový |
|                   | Polská lidová strana                          | 1 201 628  | 8,36%   | −0,54% | 28      | −3   |
|                   | Svaz demokratické levice                      | 1 184 303  | 8,24%   | −4,91% | 27      | −26  |
|                   | Polsko je nejdůležitější                      | 315 393    | 2,19%   | nový   | 0       | nový |
|                   | Kongres Nowej Prawicy                         | 151 837    | 1,06%   | nový   | 0       | nový |
|                   | Polská strana práce                           | 79 147     | 0,55%   | −0,44% | 0       | ±0   |
|                   | Pravice Polské republiky–Unie reálné politiky | 35 169     | 0,24%   | nový   | 0       | nový |
|                   | Německá menšina                               | 35 169     | 0,24%   | +0,04% | 1       | ±0   |
|                   | Sebeobrana Polské republiky                   | 9 733      | 0,07%   | −1,46% | 0       | ±0   |
| Celkem            | Celkem                                        | 14 369 503 | 100,00% | —      | 460     | —    |
| Volební účast     | Volební účast                                 | 48,92%     | 48,92%  |        |         |      |
| Zdroj: pkw.gov.pl |                                               |            |         |        |         |      |

## Výsledky voleb do Senátu

Volební mapa Polska

Do Senátu byl poprvé využit volební systém relativní většiny, kdy v každém ze 100 jednomandátových volebním obvodů připadl mandát kandidátovi s největším počtem platných obdržených hlasů. Do Senátu se dostaly celkem 3 politické strany a uskupení. 63 mandátů a většinu získala PO, 31 mandátů PiS, 2 mandáty PSL a 4 mandáty získali nezávislí kandidáti. 
|                   | Občanská platforma       | 63  | +3 |
|                   | Právo a spravedlnost     | 31  | -8 |
|                   | Polská lidová strana     | 2   | +2 |
|                   | Svaz demokratické levice | 0   | ▬  |
|                   | Polsko je nejdůležitější | 0   | ▬  |
|                   | Nezávislí                | 4   | +3 |
| Celkem            | Celkem                   | 100 | —  |
| Zdroj: pkw.gov.pl |                          |     |    |

## Lídři kandidátek a předchozí volební zisk
Tabulka uvádí hlavní politické subjekty, jejich lídry, politickou pozici a ideologii pro volby 2011, stejně tak i volební zisky z roku 2007.
| Politický subjekt | Politický subjekt                                     | Lídr | Lídr                                                     | Pozice/Ideologie                                                             | Volební zisk 2007                      |
| ----------------- | ----------------------------------------------------- | ---- | -------------------------------------------------------- | ---------------------------------------------------------------------------- | -------------------------------------- |
|                   | Občanská platforma Platforma Obywatelska              |      | Donald Tusk předseda vlády                               | centro-pravice, liberální konzervatismus                                     | 41,51 % hlasů 209 poslanců 60 senátorů |
|                   | Právo a spravedlnost Prawo i Sprawiedliwość           |      | Jarosław Kaczyński                                       | křesťanská-demokracie, konzervatizmus, euroskepticismus                      | 32,11 % hlasů 166 poslanců 39 senátorů |
|                   | Svaz demokratické levice Sojusz Lewicy Demokratycznej |      | Grzegorz Napieralski                                     | sociální demokracie                                                          | 13,15 % hlasů 53 poslanců 0 senátorů   |
|                   | Polská lidová strana Polskie Stronnictwo Ludowe       |      | Waldemar Pawlak místopředseda vlády ministr hospodářství | křesťanská-demokracie, agrární politika                                      | 8,91 % hlasů 31 poslanců 0 senátorů    |
|                   | Polsko je nejdůležitější Polska jest Najważniejsza    |      | Paweł Kowal                                              | konzervatizmus, euroskepticismus                                             | neexistovala                           |
|                   | Palikotovo hnutí Ruch Palikota                        |      | Janusz Palikot                                           | centro-levice, sociální demokracie, sociální liberalismus, antiklerikalismus | neexistovala                           |